# Gábor Máté (atleta)
Gábor Máté (Békéscsaba, 9 febbraio 1979) è un discobolo ungherese.

## Palmarès
| Anno | Manifestazione    | Sede      | Evento           | Classifica | Risultato | Note |
| ---- | ----------------- | --------- | ---------------- | ---------- | --------- | ---- |
| 1998 | Mondiali juniores | Annecy    | Lancio del disco | Bronzo     | 56,96 m   |      |
| 1999 | Europei under 23  | Göteborg  | Lancio del disco | 4º         | 61,26 m   |      |
| 2001 | Europei under 23  | Amsterdam | Lancio del disco | Bronzo     | 59,45 m   |      |
| 2004 | Olimpiadi         | Atene     | Lancio del disco | 11º        | 57,84 m   |      |
| 2005 | Universiadi       | Smirne    | Lancio del disco | Bronzo     | 61,91 m   |      |
| 2006 | Europei           | Göteborg  | Lancio del disco | 11º        | 57,35 m   |      |
| 2007 | Mondiali          | Osaka     | Lancio del disco | 5º         | 64,71 m   |      |
| 2008 | Olimpiadi         | Pechino   | Lancio del disco | 13º        | 62,44 m   |      |